# Taiji Sawada
Taiji Sawada (jap. 沢田 泰司 Sawada Taiji; * 12. Juli 1966 in Ichikawa; † 17. Juli 2011 auf Saipan, Nördliche Marianen) war ein japanischer Bassist, Sänger und Songwriter. Er wurde vor allem bekannt als Bassist der erfolgreichen japanischen Rockband X Japan, bei der er von 1985 bis 1992 aktiv war. Nach seinem Ausstieg war er längere Zeit in mehreren Bands kurzfristig aktiv – unter anderem in Loudness –, ehe er 2003 Otokaze gründete. Danach war er Mitglied und Gründer von D.T.R., Cloud Nine, Taiji with Heaven’s und TSP (Taiji & Shu Project). Nach einem Zwischenfall am 11. Juli 2011, bei dem er in einem Flugzeug gewalttätig geworden sein soll, wurde er am 14. Juli in ein Krankenhaus gebracht, nachdem er in einem US-Untersuchungsgefängnis versucht hatte, sich zu erhängen. Er erlag seinen Verletzungen am 17. Juli 2011.

## Biografie

### 1982–1992: Frühe Bands und X
Nachdem Taiji ohne Abschluss von der High School abgegangen ist, formte er seine erste Band Trash, wo er sich als Gitarrist versuchte. 1984 wechselte er zum Bass und nannte sich Ray. Außerdem trat er der Band Dementia bei, bei der er bis 1985 blieb. Des Weiteren spielte er bis 1986 kurz bei Prowler und unterstützte X (früherer Name von X Japan) bei einigen Auftritten. Daraufhin trat er der kurzlebigen Band Dead Wire bei, bei der auch die Kyo und Tetu, spätere Mitglieder der Bands Saver Tiger (frühe Band von X Japans Gitarristen hide) und D'erlanger, spielten. Ende 1986 trat er offiziell X als Bassist bei.
Er schrieb viele Lieder für X, veröffentlicht wurden jedoch lediglich „Phantom of Guilt“, „Desperate Angel“ und „Voiceless Screaming“. 2001 wurden einige bis dato unveröffentlichte Songs auf der „Rose & Blood -Indies of X-“ CD herausgebracht. Taiji verließ die Band 1992, offiziell aus musikalischen Gründen. In seiner Autobiografie behauptet Taiji jedoch, er sei gebeten worden, die Band zu verlassen, nachdem er Bandleader Yoshiki mit Fragen nach dem großen Unterschied im Einkommen von Yoshiki und dem Rest der Bandmitglieder konfrontiert habe. Sein letztes Konzert mit der Band war das letzte der drei Tage in Folge ausverkauften Konzerte im Tokyo Dome 1993, das auf der DVD „On the Verge of Destruction 1992.1.7 Tokyo Dome Live“ verewigt wurde.

### 1992–2006: Loudness, D.T.R, Cloud Nine
Im April 1992 wurde er von der äußerst erfolgreichen Heavy-Metal-Band Loudness eingeladen, die er aber im November desselben Jahres wieder verließ. Er spielte mit ihnen ein Studio-Album und ein Live-Album ein.
Im Juli 1994 gründete er seine eigene Band D.T.R, was „Dirty Trashroad“ heißen soll.
Mitglieder waren Mitsuo Takeuchi (ex-Joe-Erk) als Sänger, Taiji Fujimoto (The Dead Pop Stars, ex-Judy and Mary) als Gitarrist und Toshihiko Okabe am Schlagzeug.
1995 trat Taiji der kurzlebigen Supergroup Kings bei, mit Shuichi Aoiki (Night Hawks) als Sänger, Luke Takamura (Seikima-II) an der Gitarre und Satoshi „Joe“ Miyawaki (44 Magnum, Spread Beaver) am Schlagzeug. Gitarrist Tomoyuki Kuroda trat der Band später bei, aber die Gruppe trennte sich aufgrund verschiedener Probleme. Für Taiji war dies eine schwere Zeit, denn er trennte sich von seiner Frau, die er 1989 geheiratet hatte und wurde obdachlos.
1998 gründete Taiji Cloud Nine, die er aber 2001 verließ. Mit seiner Schwester Masayo als Sängerin gründete Taiji daraufhin die Band Otokaze, die 2004 das Album Otokaze veröffentlichte.
2005 hatte Taiji einen Motorradunfall, bei dem er sein Bein schwer verletzte. Gleichzeitig nahmen D.T.R. ihre Aktivität wieder auf, diesmal mit Keyboarder Kenji Shimizu und dem früheren Support-Drummer Kazuhisa „Roger“ Takahashi als offiziellen Mitgliedern.

### 2006–2009: Taiji with Heaven’s, The Killing Red Addiction
Im April 2006 gründete Taiji außerdem eine neue Band, Taiji with Heaven’s. Taiji spielte Bass, Dai war Sänger, später stieß Gitarrist Ryutaro hinzu. 2009 begannen sie offiziell mit ihren Aktivitäten und im Mai 2011 kam Schlagzeuger Takanori, with Taiji on bass and Dai on vocals, later guithinzu. Das erste Mini-Album der Band kam am 13. Januar 2010 heraus.
2007 beschloss Taiji, zu Cloud Nine zurückzukehren. 2009 kündigte Taiji an, einmal mehr in einer Supergroup zu spielen, diesmal bei The Killing Red Addiction mit Gitarrist Tatsu (Gastunk), Schlagzeuger Kenzi (Anti Feminism, The Dead Pop Stars, ex-Kamaitachi) und Sänger Dynamite Tommy (ex-Color).[6] Ihr erster Auftritt fand am 22. Juni im Whiskey A Go Go, Los Angeles statt. Danach spielten sie in Osaka und im Shinjuku Loft in Tokyo. Seitdem ist es still um die Band.
Im Dezember 2008 wurde in Taijis Blog bekannt gegeben, dass sich der körperliche Zustande des Bassisten verschlechtert habe und Taiji am 2. Dezember infolge einer Sturzverletzung hospitalisiert wurde. Taiji litt schon länger an Epilepsie sowie an Nekrose in Folge einer Hüftgelenk-Transplantation; er galt ebenfalls als chronischer Schlaganfallpatient.
2009 löste Taiji D.T.R offiziell auf, da alle Mitglieder bis auf Gitarrist Tomoyuki die Band aufgrund musikalischer Differenzen verlassen hatten. Der Hauptgrund war jedoch, dass eine Person auf ihrem taff das Copyright für die Band heimlich verkauft hatte, so dass die Mitglieder kein Einkommen aus ihren Veröffentlichungen würden beziehen können. Nichtsdestotrotz beschlossen Taiji und Tomoyuki die Band unter dem neuen alten Namen D.T.R, das diesmal für „Death To Rive“ stehen würde, wieder zu beleben.

### 2010–2011: TSP, Reunion von X Japan
2010 gründete Taiji die Band TSP (Taiji & Shu Project), mit Taiji am Bass und Shu (Cloud Nine, Crazy Quarter Mile) an der Gitarre, Sänger Dai (Taiji with Heaven’s) und Schlagzeuger Hina (Crazy Quarter Mile).
Am 12. August nahm Taiji zusammen mit Yoshiki und Toshi von X Japan an einer Pressekonferenz teil, bei der sie verkündeten, dass Taiji am 14. und 15. August einen Gastauftritt bei X Japans Konzert im Nissan-Stadion in Yokohama haben würde.
Am 9. Oktober wurde bekannt gegeben, dass Dai die Band TSP verlassen würde und an seiner Stelle Hiroshi „Tazz“ Maruki den Posten des Sängers übernehmen würde. Der Verkaufsstart des ersten Albums der Band musste verschoben werden.
Am 23. Januar 2011 wurde mitgeteilt, dass Ryutaro Taiji with Heaven’s aufgrund gesundheitlicher Probleme verlassen müsste. am 17. Februar kam dafür Gitarrist Tokiya hinzu und die Schreibweise des Bandnamens wurde in Taiji with Heavens, ohne Apostroph, geändert.

### 2011: Verhaftung und Tod
Am 11. Juli 2011 befand sich Taiji an Bord eines Flugzeugs in Richtung Saipan. Auf dem Flug geriet er in eine Auseinandersetzung mit einer Flugbegleiterin, und nach einem Gewaltausbruch wurde Taiji von anderen Passagieren an Bord des Flugzeugs festgehalten. Nachdem der Flug in Saipan gelandet war, wurde Taiji festgenommen und mit einer Bundesanzeige konfrontiert. Drei Tage später, am 14. Juli 2011, wurde Taiji mit einem Bettlaken hängend in einer Haftzelle entdeckt. Er wurde ins Krankenhaus eingeliefert, wo er für hirntot erklärt wurde. Seine Verlobte und andere Familienmitglieder beschlossen, die lebenserhaltenden Maßnahmen einzustellen. Taiji wurde am 17. Juli 2011 offiziell für tot erklärt.

## Diskografie
- Jungle (2000, Beilage zu Taijis Autobiografie Uchuu o Kakeru Tomo e: Densetsu no Bando X no Sei to Shi)
- Rain Song (2000, Beilage zum Photobook Photograph)

mit Trash
- Toramaturi Ondo (1982)

mit Dementia
- Dementia Live! (1985)

mit X Japan
mit Loudness
- Loudness (1992)
- Once And For All (1993, Livealbum)

mit D.T.R (Dirty Trashroad)
- Dirty Trashroad - (1994)
- Dirty Trashroad ~ Acoustic (1994)
- Chain<絆>/I Believe... (1995)
- Daring Tribal Roar (1995)
- Drive To Revolution (1996, Live- und Remix-Kompilation)
- Wisdom/Lucifer (2007)

mit Kings
- Misty Eyes (1995)
- Kings (1995)

mit Cloud Nine
- Bastard (2000)
- 1st Demonstration (2001)
- Hard ’N’ Heavy Religion 2 (2008, mit dem Lied Hells Rage)
- Hard ’N’ Heavy 2010 (February 13, 2010, mit dem Lied Bastard)

mit Otokaze
- Otokaze (2004)

mit Taiji with Heaven’s
- Taiji with Heaven’s (2010)
- Hard ’N’ Heavy 2010 (2010, mit dem Lied Keep the Faith)

mit TSP (Taiji & Shu Project)
- Hard ’N’ Heavy Religion 2011 (2011, mit dem Lied Rest in Peace)

### Andere Werke
- The Inner Gates (Baki, 1989, basiert auf Taste of Flower, A Kiss In The Storm und Flying)
- Cozy Powell Forever (Various Artists, 1998)
- Attitude the Original Soundtrack -Fuck the System- (2008, music director for the movie)